# Żmudź (gmina)
Pour les articles homonymes, voir Żmudź.
Żmudź est une gmina rurale (gmina wiejska) du powiat de Chełm, dans la Voïvodie de Lublin, dans l'est de la Pologne.
Son siège administratif (chef-lieu) est le village de Żmudź, qui se situe environ 20 kilomètres au sud-est de Chełm (siège du powiat) et 81 kilomètres à l'est de la capitale régionale Lublin (capitale de la voïvodie).
La gmina couvre une superficie de 135,83 km2 pour une population de 3 397 habitants en 2006.

## Histoire
De 1975 à 1998, la gmina est attachée administrativement à la voïvodie de Chełm.

Depuis 1999, elle fait partie de la voïvodie de Lublin.

## Géographie
La gmina inclut les villages et localités de :

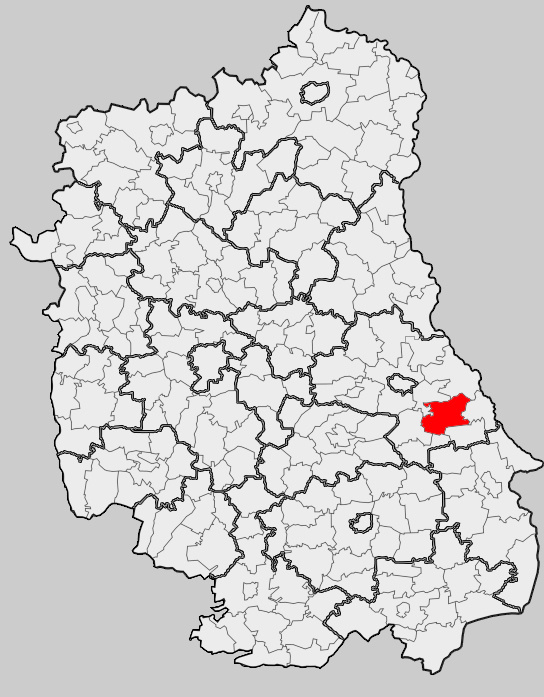
Position de la gmina dans la voïvodie

- Annopol
- Bielin
- Dębinki
- Dryszczów
- Gałęzów
- Kazimierówka
- Klesztów
- Kolonia
- Ksawerów
- Leszczany
- Leszczany-Kolonia
- Lipinki
- Majdan
- Maziarnia
- Pacówka
- Pobołowice
- Pobołowice-Kolonia
- Poczekajka
- Podlaski
- Poręb
- Puszcza
- Roztoka
- Roztoka-Kolonia
- Rudno
- Stanisławów
- Stara Wieś
- Syczów
- Teresin
- Wólka Leszczańska
- Wołkowiany
- Żmudź
- Żmudź-Kolonia

### Gminy voisines
La gmina de Żmudź est voisine des gminy suivantes :
- Białopole
- Dorohusk
- Dubienka
- Kamień
- Leśniowice
- Wojsławice

## Structure du terrain
D'après les données de 2002, la superficie de la commune de Żmudź est de 135,83 kilomètres carrés, répartis comme telle :
- terres agricoles : ?%
- forêts : ?%

La commune représente 7,64% de la superficie du powiat.

## Démographie
Données du 30 juin 2004:
| Description        | Total  | Total | Femmes | Femmes | Hommes | Hommes |
| ------------------ | ------ | ----- | ------ | ------ | ------ | ------ |
| Unité              | Nombre | %     | Nombre | %      | Nombre | %      |
| Population         | 3 461  | 100   | 1 765  | 51     | 1 696  | 49     |
| Densité (hab./km²) | 25,5   | 25,5  | 13     | 13     | 12,5   | 12,5   |